# 东庵村 (章丘市)
东庵村，中华人民共和国山东省济南市章丘市高官寨镇所辖的一个行政村。全行政村人口495户、1933人。耕地面积5116亩。行政区划代码370181114222。